# 青森市立橋本小学校
青森市立橋本小学校（あおもりしりつ はしもとしょうがっこう）は、青森県青森市橋本一丁目にある公立小学校。

## 概要
- 隣り合うように青森みちのく銀行本店がある。前の通りでは毎年青森ねぶた祭りが行われている。青森ねぶた祭りが校門の前で行われている学校はここ一つである。

## 沿革
- 1877年（明治10年）5月25日 - 青森小学より分離、莨（たばこ）町に青森第二小学として発足。
- 1882年（明治15年）9月22日 - 火災により類焼。児童を2寺院に分散し、授業。
- 1883年（明治16年）8月 - 校舎新築。
- 1892年（明治25年）5月25日 - 校舎焼失。本校児童を、青森高等小学校・浦町尋常小学校・新町口尋常小学校に分散収容。
- 1908年（明治41年）
  - 4月1日 - 橋本尋常小学校と改称。校舎は、青森高等小学校校舎に移る。
  - 5月3日 - 青森大火で校舎類焼。本校児童を、浦町尋常小学校に収容。2部分授業実施。
- 1911年（明治44年）6月6日 - 現在に校舎竣工。
- 1913年（大正2年）4月1日 - 浦町尋常小学校の廃校に伴い、同校の児童を収容。
- 1926年（大正15年）
  - 7月16日 - 橋本青年訓練所が創設。本校校舎を充当。
  - 12月24日 - 新町尋常小学校へ、2学級移動。
- 1928年（昭和3年）4月10日 - 私立青森夜間中学本校校舎を一部に充て、開校式。
- 1928年（昭和3年）～1929年（昭和4年） - この頃、校歌制定。
- 1932年（昭和7年）3月31日 - 私立青森夜間中学が、青森市立青森青年学校に改組織され、引き続き本校校舎の一部を使用。
- 1935年（昭和9年）9月 - 旧青森市立青森実科高等女学校校舎を、青森市立青森青年学校と共同で使用。本校では、5学級開設。
- 1941年（昭和16年）4月1日 - 国民学校令により、橋本国民学校と改称。
- 1945年（昭和20年）
  - 7月28日 - 青森空襲により、校舎焼失。
  - 9月10日 - 本校児童を浪打国民学校に収容。
- 1947年（昭和22年）
  - 4月1日 - 学校教育法施行により、青森市立橋本小学校と改称。校舎復興第一期工事（6教室）完成。第3学年まで収容し、2部授業実施。
  - 12月15日 - 給食室設備竣工。
- 1948年（昭和23年）
  - 4月1日 - 24学級編制（第6学年まで全児童収容）。
  - 5月4日 - 校舎復興第二期工事完成（7教室・第5学年以下2部授業実施）。
  - 10月6日 - 体育館竣工。
- 1949年（昭和24年）4月1日 - 野脇小学校再興に伴い、同校へ本校の一部児童が移籍。
- 1950年（昭和25年）11月15日 - 莨町小学校復興・開校に伴い。同校へ本校の一部児童が移籍。
- 1951年（昭和26年）5月1日 - 正面校舎2階建増築、2部授業解消。
- 1952年（昭和27年）
  - 4月6日 - 浦町小学校から、寺町学区の児童を本校に移籍。
  - 5月25日 - 創立60周年記念式典挙行。
- 1956年（昭和31年）
  - 4月1日 - 浦町小学校から、国道寄りの地区から通う児童を移籍。
  - 5月31日 - 北側新校舎4教室増築。
  - 6月18日 - 南側4教室増築。
  - 10月4日 - 創立70周年記念として、現校旗樹立。
- 1957年（昭和32年）10月13日 - 創立80周年記念式典挙行。
- 1961年（昭和36年）4月6日 - 養護学級開設。
- 1964年（昭和39年）1月16日 - 完全給食実施。
- 1967年（昭和42年）5月28日 - 創立90周年記念式典挙行。
- 1968年（昭和43年）7月 - 水泳プール竣工。
- 1980年（昭和55年）
  - 7月1日 - 新校舎竣工移転。
  - 12月23日 - 体育館竣工。
- 1997年（平成9年）10月28日 - 創立120周年記念式典挙行。
- 2011年（平成23年）3月 - 体育館耐震工事完了[1]。
- 2007年（平成19年）5月27日 - 創立130周年大運動会開催[1]。
- 2017年（平成29年）
  - 4月1日 - 3・4学年（中学年）と5・6学年（高学年）で、複式学級開設[1]。
  - 11月3日 - 創立140周年記念式典挙行[1]。

### この節の出典
- 『新青森市史 別編教育（別巻） 年表・学校沿革』（青森市・2000年3月発行）「学校沿革 （一）小学校」147頁～149頁「橋本小学校 変遷」（1997年の「創立120周年記念式典挙行」の項まで。）

## 通学区域と進学先中学校
出典

### 通学区域
- 本町1丁目、本町2丁目の一部、本町3丁目の一部、本町4丁目、本町5丁目。橋本1、2丁目。堤町1丁目の一部、堤町2丁目の一部。中央1丁目の一部。

### 進学先中学校
- 青森市立南中学校 - 本町1丁目、本町2丁目、本町3丁目、中央1丁目から通う児童の主な進学先
- 青森市立浦町中学校 - 本町4丁目、本町5丁目、橋本1丁目、橋本2丁目、堤町1丁目、堤町2丁目から通う児童の主な進学先

## 周辺
- 青森みちのく銀行本店
- 青森市文化会館
- 青森中央郵便局
- 国道4号

## アクセス
- 青森市営バス「橋本小学校前」バス停下車。

## 出身著名人・卒業生
- 寺山修司（1942年4月入学～1944年籍を移し、三沢市立古間木小学校へ転校[3]。）
- 丹代香子（エフエムアップルウェーブプロジェクトマネージャー）